# Соломахівка
Солома́хівка — село в Україні, в Полтавському районі Полтавської області. Населення становить 42 осіб. Орган місцевого самоврядування — Абазівська сільська рада.

## Географія
Село Соломахівка знаходиться на правому березі річки Полузір'я, вище за течією на відстані 2 км розташоване село Біологічне, нижче за течією на відстані 1 км розташоване село Абазівка, на протилежному березі — село Лаврики.

## Історія
12 червня 2020 року, відповідно до розпорядження Кабінету Міністрів України № 721-р «Про визначення адміністративних центрів та затвердження територій територіальних громад Полтавської області», село увійшло до складу Полтавської міської громади.
19 липня 2020 року, в результаті адміністративно - територіальної реформи та ліквідації Полтавського району (1925—2020), село увійшло до складу новоутвореного Полтавського району.

## Відомі уродженці
- Білоусько Іван Васильович (1920–1945) — Герой Радянського Союзу (1945).